# Elbert Frank Cox

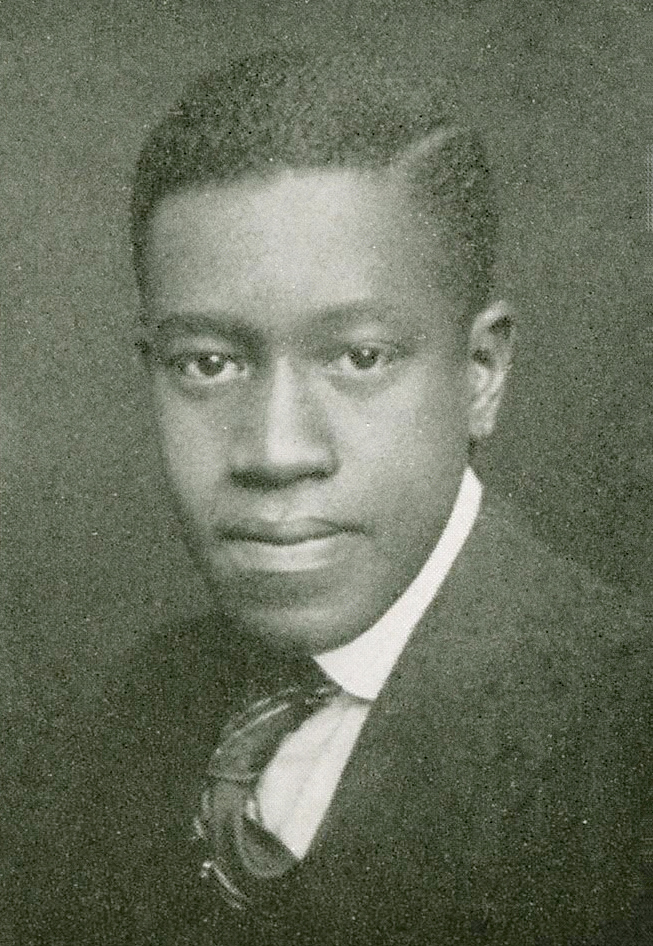
Elbert Frank Cox 1919

Elbert Frank Cox (* 5. Dezember 1895 in Evansville (Indiana); † 28. November 1969 in Washington, D.C.) war ein US-amerikanischer Mathematiker und Hochschullehrer. 1925 promovierte er als erster Afroamerikaner der Welt in Mathematik, und zwar an der Cornell University, und war der erste Afroamerikaner, der in die American Mathematical Society (AMS) aufgenommen wurde.

## Leben und Werk
Cox wurde als Sohn von Eugenia Cox und dem Schulleiter John Cox geboren und studierte 1913 nach dem Abschluss an der Clark High School an der Indiana University. Nachdem er während des Ersten Weltkriegs in der US-Armee in Frankreich gedient hatte, unterrichtete er Mathematik an den öffentlichen Schulen in Henderson (Kentucky) und später an der Shaw University in Raleigh (North Carolina). 1922 begann er das Mathematikstudium an der Cornell University, um bei William Lloyd Garrison Williams zu promovieren. 1924 wechselte Williams an das Mathematik-Institut der McGill University in Montreal, Kanada und vermittelte für Cox ein Erastus Brooks Fellowship, damit er mit ihm an der McGill University forschen konnte. In der Zeit gab es viele rassistische Spannungen in den Vereinigten Staaten, so war es die Ära beträchtlicher Aktivitäten des Ku-Klux-Klan, in der 1926 31 Afroamerikaner durch Lynchen ermordet wurden. 1925 promovierte Cox an der Cornell University mit der Dissertation: The Polynomial Solutions of the Difference Equation aF(x+1) + bF(x) = Phi(x). Williams war der Ansicht, dass die Dissertation von einer Universität außerhalb der USA anerkannt werden musste, da es die erste Promotion der Welt in Mathematik von einem Afroamerikaner war. Universitäten in England und Deutschland lehnten sie ab, aber die Kaiserliche Universität Tōhoku in Sendai, Japan, akzeptierte sie.  Im September 1925 nahm Cox eine Stelle als Hochschullehrer am West Virginia State College an.  In jenen Tagen wechselten viele schwarze Wissenschaftler an die Howard University. 1929 wechselte auch Cox an die Howard University, wo er von 1957 bis 1961 Vorsitzender der Mathematikabteilung war und bis zu seiner Pensionierung 1965 lehrte. Cox war seit 1927 mit Beulah Kaufman verheiratet, der Grundschullehrerin und Tochter eines früheren Sklaven, die er in der Kirche seines Bruders, der Bethel African Methodist Episcopal Church in Princeton, kennengelernt hatte.
Cox veröffentlichte zu seinen Lebzeiten nur zwei Artikel, von denen einer seine Doktorarbeit war. Dies war für Mathematiker seiner Zeit nicht ungewöhnlich, als weniger Wert auf Forschung und Veröffentlichung gelegt wurde als heute. Wie ein Artikel des American Mathematical Monthly feststellt, hatten afroamerikanische Wissenschaftler dieser Zeit keine Gelegenheit, an Forschungsuniversitäten zu forschen. Die hohe Arbeitsbelastung und der Mangel an finanzieller Unterstützung in den historisch schwarzen Colleges machten es nahezu unmöglich, Forschungsprogramme jeglicher Art durchzuführen und Veröffentlichungen zu erstellen, die zur Erlangung eines wissenschaftlichen Rufs erforderlich waren.
Cox ließ seine Mitgliedschaft in der AMS 1925 verfallen und erneuerte sie erst 1948. Er war jedoch Mitglied von Beta Kappa Chi, einer schwarzen, wissenschaftlichen Bruderschaft, die es ihm ermöglichte, den Kontakt zur wissenschaftlichen Gemeinschaft aufrechtzuerhalten. Obwohl die wissenschaftlichen Fachgesellschaften afroamerikanische Mitglieder hatten, war es für diese Mitglieder schwierig und unangenehm, an Sitzungen teilzunehmen, zumal es ihnen häufig nicht gestattet war, an gesellschaftlichen Veranstaltungen teilzunehmen oder in den Hotels und Kongresszentren zu übernachten, in denen die Sitzungen stattfanden.

## Ehrungen
1975 gründete die Howard University den Elbert-F.-Cox-Stipendienfonds, um schwarzen Studenten den Weg zum Mathematikstudium zu erleichtern. Die National Association of Mathematicians ehrte Cox 1980 mit der Einrichtung der jährlichen Cox-Talbot Adress. Die Cox-Talbot Lecture wurde 1990 eingerichtet zu Ehren des ersten und vierten (Walter Richard Talbot) Afroamerikaners, der in Mathematik promovierte.
Im November 2006 wurde in seiner Geburtsstadt Evansville eine Gedenktafel enthüllt, auf der der langjährige Howard-Professor als erster afroamerikanischer Gelehrter, der in Mathematik promovierte, geehrt wird.